# بچه (فیلم ۲۰۰۵)
بچه (به فرانسوی: L'Enfant) فیلمی ساختهٔ ژان پیر و لوک داردن محصول مشترک کشورهای بلژیک و فرانسه در سال ۲۰۰۵ است. این فیلم مورد تحسین منتقدان قرار گرفت و برندهٔ جایزهٔ نخل طلایی از جشنوارهٔ فیلم کن ۲۰۰۵ و جایزه‌های دیگر شد. این فیلم در سال ۲۰۱۷ توسط نیویورک تایمز چهاردهمین «فیلم برتر قرن بیست و یکم تا کنون» نام گرفت.